# آبجوی موز

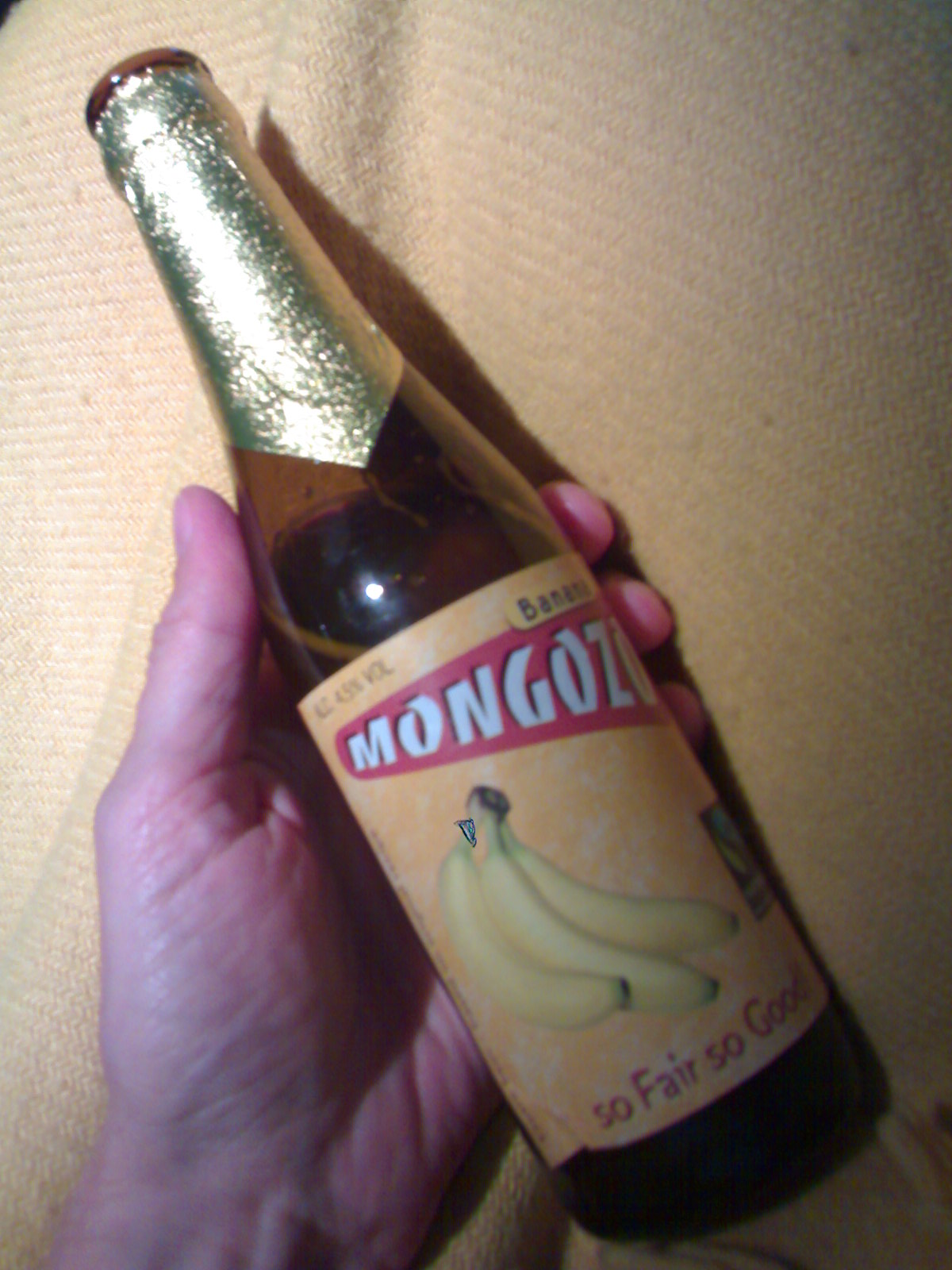
آبجوی موز

آبجوی موز یک نوشیدنی الکلی است که از تخمیر موز له شده تهیه می‌شود. ارزن و آرد ذرت به عنوان مخمر افزوده می‌شوند.
در اوگاندا، آبجوی موز به عنوان موبیسی، در جمهوری دموکراتیک کنگو به عنوان کاسیکسی، در کنیا به عنوان اورواگا و در رواندا و بوروندی به عنوان اورواگوا شناخته می‌شود.